# Alliance for Telecommunications Industry Solutions
ATIS kan också betyda Automatic Terminal Information Service.
Alliance for Telecommunications Industry Solutions (ATIS) är en standardiseringsorganisation med huvudsäte i Washington, D.C.. Över 300 företag som är verksamma inom telekommunikation och angränsande verksamhetsfält är anslutna till ATIS. ATIS är i sin tur anslutet till Internationella teleunionen (ITU), delaktig i Third Generation Partnership Project (3GPP) och medlem i Global Standards Collaboration.